# Publicidad engañosa
La publicidad engañosa es aquella que, de cualquier forma (incluida su presentación), puede inducir a  error a sus destinatarios o afectar su comportamiento económico.
Para los autores O'Guinn, Allen y Semenik, la publicidad engañosa es aquella cuyas características de un anuncio son distintas a las afirmaciones del desempeño de la marca.
También se entiende por engañosa la publicidad que silencia datos fundamentales de los bienes, actividades, u otros servicios, siempre que dicha omisión induzca a error a los destinatarios.

## Formas de publicidad engañosa
Algunas formas de publicidad engañosa:
1. Mensajes que contienen expresiones ambiguas, desconocidas o con una variedad de significados que dan lugar al riesgo de que el destinatario interprete el mensaje en un sentido equivocado, distinto a la realidad.
2. Utilización de mensajes que estimulan al comprador a tomar una decisión rápida pero que pasado un tiempo no se llevan a cabo.
3. Ocultación de información importante tal como la presencia de sobrecostes o cláusulas adicionales a través de técnicas tales como el uso de letra pequeña o poco inteligible, texto que se desplaza rápidamente por la pantalla de televisión o la omisión directa de esta información.
4. No disponibilidad efectiva de las alternativas que publicitan a la hora de contratar un servicio, como puede ser un decodificador para un satélite u otro en el caso de canales de pago.
5. Disfrazar un producto en una campaña publicitaria. En algunos países es muy común hacer esto cuando se trata de cigarrillos y/o bebidas alcohólicas, ya que tienen leyes que proscriben expresamente su difusión por medios como la radio y/o la televisión.
6. Lanzar al mercado productos de "imitación" (marcas de nombres poco convencionales usando diseños muy similares al producto original), los cuales por lo general suelen ser de inferior calidad.

## Publicidad ilícita
La publicidad engañosa puede estar definida y castigada por las leyes, especialmente por la normativa de protección de consumidores. Aun así, la publicidad engañosa es diferente al concepto de publicidad ilícita, pues este último hay que entenderlo de forma más amplia. Es publicidad ilícita tanto la publicidad engañosa como la publicidad desleal, la subliminal o cualquier otra que infrinja lo dispuesto en la normativa que regule la publicidad de determinados productos, bienes, actividades o servicios.

## Publicidad verde engañosa
El valor añadido de lo ecológico ha dado lugar a un aumento del uso de la publicidad verde engañosa o greenwashing, llegando a una incidencia de más del 90% en productos con afirmaciones ecológicas.